# Паулиста
Паулиста (порт. Paulista) је назив који се у Бразилу користи за становнике државе Сао Паоло.
Постоји град у држави Пернамбуко са истоименим називом Паулиста.

## Видети и
- Марселињо Паулиста
- Жунињо Паулиста